# Zanzibar Północny
Zanzibar Północny (suahili: Kaskazini Unguja, ang. Unguja North)  – region (mkoa) w Tanzanii, na wyspie Zanzibar.
W 2002 roku region zamieszkiwało 136 639 osób. W 2012 ludność wynosiła 187 455 osób, w tym 92 114 mężczyzn i 95 341 kobiet, zamieszkałych w 38 651 gospodarstwach domowych.
Region podzielony jest na 2 jednostki administracyjne drugiego rzędu (dystryktów):
- Kaskazini A
- Kaskazini B